# Ajak
Pour les articles homonymes, voir Ajak (homonymie).
Ajak est un personnage de fiction, super-héros, membre des Éternels, lignée évolutive expérimentale de l'humanité générée par les Célestes. Il appartient à l'univers de Marvel Comics.

## Biographie fictive
Ajak est le fils de Rakar et d'Amaa. Il combattit les forces des Déviants menées par Kro à Babylone il y a plus de 2500 ans.
Il eut aussi une base d'opération en Amérique du Sud, où les Aztèques le vénéraient comme le dieu serpent à plumes, Quetzalcóatl, et les Mayas comme le dieu Tecumotzin.
Seigneur Éternel, Ajak rencontra Thor et l'aida dans sa lutte contre Dromedan.
Durant la troisième venue des Célestes, Ajak devint le porte-parole de ces derniers, le seul à pouvoir retranscrire leurs messages. Après les avoir servi un temps avec Zuras, il se mit en sommeil prolongé sous la forme d'atomes dans la Cité des Dieux de l'Espace, en attendant leur retour.
Sous les ordres de Zuras, Ikaris le réveilla quand arriva la quatrième vague Céleste. Ajak devint l'ami de l'archéologue Daniel Damian et le laissa vivre dans la Cité des Dieux. Ajak rencontra de nouveau Thor, mais cette fois l'affronta, sans succès. Il lutta ensuite contre le dieu olympien Zeus, qui voyait les Éternels comme de simples pions. Il fit partie des Éternels capturés par Frère Tode mais fut libéré par Iron Man.
Ajak rejoignit les Éternels qui s'exilaient dans l'espace sous la forme de l'Uni-Mind, mais il fit marche arrière. Devenu fou, Damian le transforma en monstre grâce à la technologie Céleste, et il fut envoyé tuer les jumeaux de Thena et de Kro, Donald et Deborah Ritter. Sur sa route, Ajak tua de nombreux jumeaux. Quand les Éternels l'aidèrent à retrouver sa forme et à en reprendre le contrôle, il fut tellement choqué par ses actes qu'il se désintégra avec le docteur Damian.
Récemment, Ajak et Zuras furent ré-activés par Sprite qui se servit de la technologie Céleste pour les tromper. Le jeune Céleste put alors ré-écrire une partie de la réalité et faire oublier aux Éternels leur vie passée.
On le revit lors de Secret Invasion, dans le groupe mené par Hercule pour combattre l'invasion Skrull.
Alors qu’une guerre fait rage entre Mutants et Eternels, un nouveau Céleste est libéré : le Progenitor . Celui-ci veut juger tous les habitants de la Terre, ce qui pourrait provoquer sa destruction. Néanmoins, convaincu d’être un dieu indigne, le Progenitor répare ses dégâts et transfère ses pouvoirs à Ajak, désormais Ajak Celestia, aux pouvoirs divins.

## Pouvoirs et capacités
- Comme tous les Éternels, Ajak possède le pouvoir de lévitation, dans la mesure où il est capable de manipuler les gravitons (particules de gravité). Il peut voler à plus de 1 000 km/h.
- Il peut également manipuler par l'esprit les molécules sur des masses allant jusqu'à 500 kg, mais a besoin d'une heure environ pour récupérer.
- Comme tous les Éternels, Ajak ignore la fatigue. Il guérit de toute blessure non mortelle et ne peut être tué que si une grande partie de ses cellules sont détruites.
- Son pouvoir cosmique lui permet d'émettre des rafales (par les yeux ou les poings) et de se téléporter.
- Selon s'il utilise son pouvoir, il peut soulever entre 800 kg et 25 tonnes.
- Ajak est le seul Éternel qui peut communiquer directement avec les Célestes.
- Il est entraîné à la lutte.
- Il possède une connaissance avancée en archéologie.
- Ajak est équipé d'un casque et d'une armure constitués d'un alliage inconnu, fabriqué dans la cité de Polaria.

## Apparition dans d'autres médias
Interprété par l'actrice Salma Hayek dans l'univers cinématographique Marvel
- 2021 : Les Éternels (Eternals) de Chloé Zhao, Ajak était l'Éternelle Prime originelle, ainsi que la cheffe sage et spirituelle de la communauté des Éternels génétiquement modifiés qui sont venus sur Terre. Créé par les Célestes dans la Forge du Monde, Ajak a été envoyé sur Terre en 5000 av. J.-C. pour faire progresser le développement sociétal de la planète et la protéger des Déviants. Ajak était consciente de son but dans la vie d'ouvrir la voie sur Terre à « l'Émergence » d'un Céleste avec la naissance de Tiamut le Communicateur. Cependant, elle s'est inspirée de l'héroïsme des Avengers lors de la bataille de la Terre et s'est plutôt opposée aux idéaux de ses créateurs, estimant que l'humanité valait la peine d'être sauvée. Bien qu'ayant confié son opposition à Ikaris, elle a finalement été trahie par lui et attirée vers une meute de déviants en Alaska pour qu'elle soit assassinée. Après sa mort, Sersi a été nommée comme sa successeure en tant qu'Éternelle Prime.

## Sources
- Marvel universe volume 1